# Les Thons
Les Thons é uma comuna francesa na região administrativa do Grande Leste, no departamento de Vosges. Estende-se por uma área de 10.09 km². Em 2010 a comuna tinha 104 habitantes (densidade: 10,3 hab./km²).